# John Manners, 1. Duke of Rutland

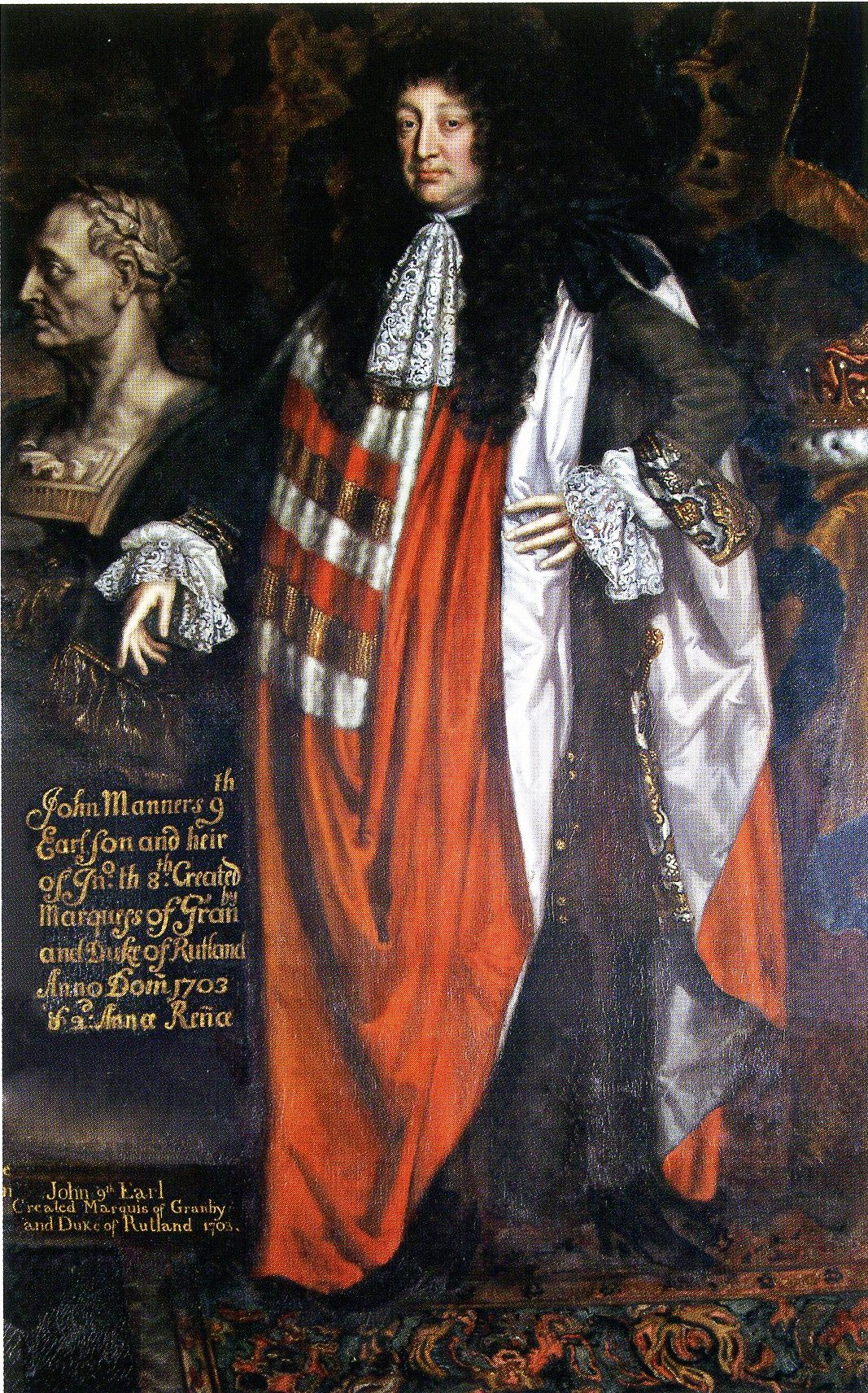
John Manners, 9. Earl of Rutland, 1679

John Manners, 1. Duke of Rutland (* 29. Mai 1638 in Boughton, Northamptonshire; † 10. Januar 1711 in Belvoir Castle, Leicestershire), war ein englisch-britischer Peer und Politiker.

## Leben
Er war der Sohn des John Manners, 8. Earl of Rutland aus dessen Ehe mit Hon. Frances Montagu, Tochter des Frances Montagu, 1. Baron Montagu of Boughton.
Von 1661 bis 1679 war er als Knight of the Shire für Leicestershire Mitglied des englischen House of Commons. 1677 wurde er zum Lord Lieutenant von Leicestershire ernannt. Am 30. April 1679 wurde er durch Writ of Summons ins englische House of Lords berufen und dadurch zum erblichen Baron Manners de Haddon erhoben. Am 29. September 1679 erbte er beim Tod seines Vaters dessen Adelstitel als 9. Earl of Rutland. Er stand in Opposition zur Politik König Jakobs II. und wurde daher am 11. August 1687 vom Amt des Lord Lieutenant abberufen.
1688 unterstützte er die Glorious Revolution und half in Nottinghamshire bei der Aushebung von Truppen für Wilhelm von Oranien. Als Prinzessin Anne aus Whitehall fliehen musste, nahm er sie in Belvoir Castle auf. Am 6. April 1689 wurde er wieder als Lord Lieutenant von Leicestershire eingesetzt.
Am 29. März 1703 wurde er zum Duke of Rutland und Marquess of Granby erhoben. Im selben Jahr trat er vom Amt des Lord Lieutenant von Leicestershire zurück, wurde aber 1706 wieder als solcher eingesetzt.
Er starb 1711 und wurde in Bottesford, Leicestershire, begraben. Seine Adelstitel erbte sein Sohn John aus dritter Ehe.

## Ehen und Nachkommen
In erster Ehe heiratete er am 15. Juli 1658 Lady Anne Pierrepont (1631–1697), Tochter und Coerbin des Henry Pierrepont, 1. Marquess of Dorchester. Die Ehe wurde durch Parlamentsbeschluss vom 8. Februar 1668 annulliert, weshalb seine beiden Söhne aus dieser Ehe, John Manners († nach 1699) und Charles Manners († nach 1699) als unehelich galten.
Am 10. November 1671 heiratete er Lady Diana Bruce († 1672), Witwe des Sir Seymour Shirley, 5. Baronet, Tochter des Robert Bruce, 2. Earl of Elgin. Mit ihr hatte er einen Sohn, Robert Manners, der noch am Tag seiner Geburt am 15. Juli 1672 starb.
In dritter Ehe heiratete er am 8. Januar 1674 Hon. Catherine Noel (1657–1733), Tochter des Baptist Noel, 3. Viscount Campden. Mit ihr hatte er einen Sohn und zwei Töchter:
- Lady Catherine Manners (1675–1723), ⚭ 1692 John Leveson-Gower, 1. Baron Gower;
- John Manners, 2. Duke of Rutland (1676–1721);
- Lady Dorothy Manners (1681–1739), ⚭ 1707 Baptist Noel, 3. Earl of Gainsborough.